# Бояновска, Эдита
Эдита Бояновска (англ. Edyta Bojanowska) — американская литературовед и славист. Она является профессором славянских языков и литературы в Йельском университете и в настоящее время занимает должность заведующего кафедрой славянских языков и литературы Йельского университета. 

## Биография
Эдита Бояновска получила степень бакалавра в колледже Барнарда и степень доктора философии в Гарвардском университете. Она была младшим научным сотрудником Гарвардского общества стипендиатов и провела год в Институте перспективных исследований по стипендии Фредерика Буркхардта, финансируемой Американским советом научных обществ. До прихода в Йельский университет она преподавала в Ратгерском университете.
Бояновска специализируется на империи и национализме в русской литературе и интеллектуальной истории XIX века. Её книга «Мир империй: Русское плавание фрегата «Паллада»» (2018), в которой на основе путевых заметок исследователя Ивана Гончарова описывается путешествие русского фрегата в XIX веке, получила почётное упоминание на премии Хельдт от Ассоциации женщин-славистов. Она также развенчала русоцентричный миф о Николае Гоголе, русскоязычном писателе украинского происхождения, в книге «Николай Гоголь: между украинским и русским национализмом» (2007), которая получила премию Скальоне за лучшую книгу по славистике от Ассоциации современного языка Америки. 
В 2020 году она получила стипендию Гуггенхайма для изучения имперской тематики в произведениях крупнейших русских писателей XIX века.